# Vocca
Vocca – miejscowość i gmina we Włoszech, w regionie Piemont, w prowincji Vercelli, w dolinie Valsesia w Alpach Pennińskich.
Według danych na rok 2004 gminę zamieszkiwało 139 osób, 7 os./km².